# Henry Wase Whitfield
Henry Wase Whitfield (* 1811 oder 1814; † 30. März 1877 in Dover), chinesisch 威菲路, war ein britischer General und Kommandeur der Streitkräfte des Vereinigten Königreichs in China, Hong Kong und den Straits Settlements.

## Leben
Henry W. Whitfield wurde 1828 in das 2. Westindien-Regiment berufen, das in der Kronkolonie Hong Kong stationiert war. In diesem Infanterieregiment diente er 40 Jahre und er befehligte es ab 1843 15 Jahre lang. Danach wurde er 1869 bis 1874 als Lieutenant General zum Kommandeur der Streitkräfte des Vereinigten Königreichs in China, Hong Kong und Straits Settlements berufen (Commander British Troops in China, Hong Kong, and the Straits Settlements). Whitfield war außerdem im April 1872 für einige Tage Gouverneur von Hong Kong (Commander and lieutenant governor).
Die ab 1890 für die britische Garnison erbaute Kaserne in Kowloon, Hong Kong, bekannt als Whitfield Barracks, trägt seinen Namen.